# 威廉姆斯堡 (特拉華州)
威廉姆斯堡（英語：Williamsburg）是位於美國特拉華州紐卡斯爾縣的一個非建制地區。該地的面積和人口皆未知。

## 地理
威廉姆斯堡的座標為39°35′07″N 75°41′04″W / 39.58528°N 75.68444°W，而該地的平均海拔高度為24米（即79英尺）。